# Earache Records
Earache Records ist ein britisches Musiklabel mit dem Sitz in Nottingham, Großbritannien und einer Zweigstelle in New York, USA. Das Label hat sich auf die Veröffentlichung von extremem Metal spezialisiert.

## Geschichte
Gegründet wurde das Label Ende 1985 von Digby „Dig“ Pearson. Die erste Veröffentlichung war das Album Return of Martha Splatterhead der Hardcore-Punk-Band The Accüsed im Jahr 1987. Bald darauf wurden Musikgruppen wie Napalm Death, Morbid Angel, Anal Cunt, Carcass und Bolt Thrower unter Vertrag genommen, welche allesamt zur führenden Spitze im Bereich Death Metal und Grindcore werden sollten.
Im Sog des Erfolges von Earache Records gründeten sich bald weitere Musiklabel, welche überwiegend Extreme-Metal-Bands unter Vertrag nahmen wie z. B. Relapse Records. 1989 wurde das Sublabel Necrosis von Bandmitgliedern der Band Carcass gegründet, das Label wurde jedoch schon bald wieder aufgelöst. Mitte der 1990er Jahre kam dann der Einbruch von Verkäufen im Bereich Death Metal. Das Label kündigte vielen Musikgruppen oder die Musikgruppen beendeten selbst die Aktivitäten (z. B. Nocturnus). Zu dieser Zeit tauchten auch erste Berichte in den Medien auf, das Label würde die Musikbands schlecht behandeln und Tantiemen zurückhalten. Ende der 1990er Jahre kündigten dann auch die Zugpferde des Labels Napalm Death und Bolt Thrower. Um neue junge Bands zu etablieren, gründete Earache Records im Jahr 1999 ein Sublabel mit dem Namen Wicked World. Es gelang, junge talentierte Nachwuchsbands wie z. B. Decapitated, Hate Eternal und Severe Torture unter Vertrag zu nehmen und in der Szene zu etablieren.
Die Veröffentlichung einer Split-EP der Band Lawnmower Deth im Jahre 1989 sorgte dafür, dass der Maler Dan Seagrave in den frühen 1990er Jahren zum wichtigsten Covergestalter für den Death Metal wurde.
In den letzten Jahren hat Earache auch Bands aus den Bereichen Rock ’n’ Roll und Bluesrock unter Vertrag genommen (darunter zum Beispiel Rival Sons und The Temperance Movement) und sich somit außerdem als Label für weniger harte Stilrichtungen der Rockmusik ausgewiesen.

## Bands
- Akercocke
- Annihilator
- At the Gates
- Biomechanical
- Blackberry Smoke
- Blood Red Throne
- Bonded by Blood
- Bring Me the Horizon
- Brutal Truth
- Bolt Thrower
- Carcass
- Cathedral
- Cauldron
- Cerebral Bore
- Clutch
- Cult of Luna
- Decapitated
- Deicide
- Diamond Plate
- Enforcer
- Entombed
- Ephel Duath
- Evile
- Exmortem
- Gama Bomb
- Godflesh
- Hate Eternal
- Ignominious
- Incarceration
- Insect Warfare
- Lawnmower Deth
- Massacre
- Morbid Angel
- Municipal Waste
- Napalm Death
- Oceano
- Order of Ennead
- Pitchshifter
- Rival Sons
- Scorn
- Severe Torture
- Short Sharp Shock
- Skindred
- Sleep
- Terrorizer
- The Berzerker
- The Boy Will Drown
- The Dillinger Escape Plan
- The Haunted
- The Temperance Movement
- Vader
- Vektor
- Violator
- White Wizzard
- Woods of Ypres
- Your Demise